# Актобе-Жас
«Актобе-Жас» (каз. Актобе-Жас Футбол Клубы) — казахстанский футбольный клуб из Актобе.
С 1 ноября 2012 года клуб прекратил своё существование по причине перенаправления финансирования на строительство футбольных полей и на развитие детско-юношеского футбола.
На состоявшемся 20 марта 2018 года заседании Бюро Исполнительного комитета Казахстанской федерации футбола (КФФ) было принято решение о включении команды «Актобе-Жас» в состав участников первенства первой лиги.
Расформирован в 2019 году, в связи с вылетом ФК «Актобе» в первую лигу.

## Таблица выступлений
| Год  | Чемпионат   | Место | И  | В  | Н | П  | Мячи  | Бомбардиры                                                                 |
| ---- | ----------- | ----- | -- | -- | - | -- | ----- | -------------------------------------------------------------------------- |
| 2003 | Первая лига | 10    | 20 | 2  | 4 | 14 | 26-52 | Игорь Абдущеев, Вячеслав Уразбахтин - 7                                    |
| 2004 | Первая лига | 12    | 24 | 5  | 4 | 15 | 27-45 | Игорь Абдущеев — 4                                                         |
| 2005 | Первая лига | 11    | 22 | 3  | 3 | 16 | 26-65 | Игорь Абдущеев — 6                                                         |
| 2006 | Первая лига | 8     | 26 | 10 | 3 | 13 | 43-50 | Дмитрий Вайцеховский — 9                                                   |
| 2007 | Первая лига | 4     | 22 | 11 | 4 | 7  | 38-32 | Кайрат Иманалин — 10                                                       |
| 2008 | Первая лига | 6     | 26 | 13 | 1 | 12 | 54-53 | Игорь Абдущеев — 27                                                        |
| 2009 | Первая лига | 11    | 26 | 5  | 5 | 16 | 25-42 | Канат Ахметов — 6                                                          |
| 2010 | Первая лига | 12    | 34 | 13 | 4 | 17 | 40-66 | Мирамбек Бикеев — 8                                                        |
| 2011 | Первая лига | 9     | 32 | 13 | 7 | 12 | 56-53 | Канат Ахметов — 24                                                         |
| 2012 | Первая лига | 14    | 30 | 8  | 2 | 20 | 31-62 | Нурбек Карагулов — 6                                                       |
| 2018 | Первая лига | 12    | 33 | 3  | 6 | 24 | 18-74 | Абылайхан Унгарбаев, Александр Кицак — 3                                   |
| 2019 | Первая лига | 14    | 26 | 0  | 3 | 23 | 11-72 | Абильхан Абдукаримов, Ержан Маулекешев, Алишер Назаров, Рустам Сахибов — 2 |

Наивысшее достижение в Кубке Казахстана — 1/8 финала Кубка Казахстана (2004).